# Muids (Eure)
Muids és un municipi francès situat al departament de l'Eure i a la regió de Normandia. L'any 2007 tenia 894 habitants.

## Demografia

### Població
El 2007 la població de fet de Muids era de 894 persones. Hi havia 356 famílies de les quals 78 eren unipersonals (45 homes vivint sols i 33 dones vivint soles), 118 parelles sense fills, 135 parelles amb fills i 25 famílies monoparentals amb fills.
La població ha evolucionat segons el següent gràfic:
Habitants censats

### Habitatges
El 2007 hi havia 464 habitatges, 359 eren l'habitatge principal de la família, 88 eren segones residències i 17 estaven desocupats. 435 eren cases i 14 eren apartaments. Dels 359 habitatges principals, 300 estaven ocupats pels seus propietaris, 50 estaven llogats i ocupats pels llogaters i 9 estaven cedits a títol gratuït; 4 tenien una cambra, 15 en tenien dues, 69 en tenien tres, 90 en tenien quatre i 181 en tenien cinc o més. 284 habitatges disposaven pel capbaix d'una plaça de pàrquing. A 145 habitatges hi havia un automòbil i a 193 n'hi havia dos o més.

### Piràmide de població
La piràmide de població per edats i sexe el 2009 era:
| Homes | Edats   | Dones |
| ----- | ------- | ----- |
| 0     | 95 o +  | 0     |
| 0     | 90 a 94 | 0     |
| 12    | 85 a 89 | 0     |
| 0     | 80 a 84 | 8     |
| 20    | 75 a 79 | 20    |
| 24    | 70 a 74 | 20    |
| 16    | 65 a 69 | 16    |
| 28    | 60 a 64 | 24    |
| 20    | 55 a 59 | 24    |
| 68    | 50 a 54 | 20    |
| 36    | 45 a 49 | 60    |
| 32    | 40 a 44 | 40    |
| 8     | 35 a 39 | 20    |
| 20    | 30 a 34 | 16    |
| 12    | 25 a 29 | 12    |
| 28    | 20 a 24 | 40    |
| 36    | 15 a 19 | 40    |
| 16    | 10 a 14 | 24    |
| 24    | 5 a 9   | 16    |
| 24    | 0 a 4   | 8     |

## Economia
El 2007 la població en edat de treballar era de 581 persones, 439 eren actives i 142 eren inactives. De les 439 persones actives 397 estaven ocupades (215 homes i 182 dones) i 41 estaven aturades (21 homes i 20 dones). De les 142 persones inactives 49 estaven jubilades, 47 estaven estudiant i 46 estaven classificades com a «altres inactius».

### Ingressos
El 2009 a Muids hi havia 355 unitats fiscals que integraven 863,5 persones, la mediana anual d'ingressos fiscals per persona era de 21.719 €.

### Activitats econòmiques
Dels 29 establiments que hi havia el 2007, 1 era d'una empresa extractiva, 1 d'una empresa alimentària, 1 d'una empresa de fabricació d'altres productes industrials, 8 d'empreses de construcció, 5 d'empreses de comerç i reparació d'automòbils, 2 d'empreses de transport, 1 d'una empresa d'hostatgeria i restauració, 1 d'una empresa financera, 1 d'una empresa immobiliària, 7 d'empreses de serveis i 1 d'una entitat de l'administració pública.
Dels 6 establiments de servei als particulars que hi havia el 2009, 1 era un paleta, 1 guixaire pintor, 3 lampisteries i 1 electricista.
Dels 2 establiments comercials que hi havia el 2009, 1 era una botiga de menys de 120 m² i 1 una botiga de material de revestiment de parets i terra.
L'any 2000 a Muids hi havia 9 explotacions agrícoles que ocupaven un total de 396 hectàrees.

## Equipaments sanitaris i escolars
El 2009 hi havia una escola elemental integrada dins d'un grup escolar amb les comunes properes formant una escola dispersa.

## Poblacions més properes
El següent diagrama mostra les poblacions més properes.